# アレクサンダー (リッペ侯)
アレクサンダー（ドイツ語: Alexander zur Lippe 、1831年1月16日 - 1905年1月13日）は、リッペ侯国の君主（在位：1895年 - 1905年）。精神障害により、治世中を通して摂政が代わりに統治した。

## 即位まで
アレクサンダーはリッペ侯レオポルト2世とエミリエ・フォン・シュヴァルツブルク＝ゾンダースハウゼンの七男として、デトモルトで生まれた。一時期、ハノーファー王国陸軍に大尉として入隊していた。
1895年3月20日、兄ヴォルデマールの死去に伴いリッペ侯国を継承したが、精神障害により1870年に禁治産者と認定されており、また1893年には摂政が必要となった。アレクサンダーはリッペ家のリッペ＝デトモルト分家最後の男子であり、継承順位上ではリッペ＝ビースターフェルト家、リッペ＝ヴァイセンフェルト家、シャウムブルク＝リッペ家の順番であった。

## 継承争い
ヴォルデマールが1890年に秘密裏に発し、死後に公開された勅令に基づき、ドイツ皇帝ヴィルヘルム2世の義弟アドルフ・ツー・シャウムブルク＝リッペはアレクサンダーの即位とともに摂政職を請求した。エルンスト・ツア・リッペ＝ビースターフェルトも同時に摂政職の請求を申し立てたが、4月24日にはリッペ国会が紛争終結までアドルフを摂政として認めると決定した。
1897年、ザクセン王アルベルトを団長とする調査団がエルンストの主張を認めたため、アドルフは摂政を辞任、以降はエルンストが1904年に死去するまで摂政を務めた。その後、エルンストの息子レオポルトが摂政に就任した。

## リッペ侯として
統治権を行使することはできなかったものの、アレクサンダーはバイロイト近くのザンクト・ギルゲンベルクの保養地に住み、音楽会や観劇に度々出かけた。ほかにもチェス遊び、新聞の写真に基づく絵画を描いたり、音楽鑑賞をしたりして日々を過ごした。また、君主であることは自覚しており、エチケットが守られることを堅持した。
アレクサンダーはザンクト・ギルゲンベルクで死去した。これによりリッペ＝デトモルト家が断絶、レオポルト・フォン・リッペ＝ビースターフェルトがレオポルト4世としてリッペ侯に即位した。